# Córa marnotrawna
Córa marnotrawna – polska komedia z 2001 roku, opisująca polski kapitalizm z przymrużeniem oka. Tytułowa bohaterka wychowywała się w PRL-u, wyjechała z kraju. Wraca do kraju z pieniędzmi i próbuje znaleźć w nowej rzeczywistości.

## Obsada
- Iga Cembrzyńska – Aneta/duch babci Anety i Helutki
- Artur Barciś – major Maciuś Cichy
- Zbigniew Buczkowski – porucznik Wojtuś Mroczek
- Stanisław Mikulski – "Szalony Max"
- Ryszard Cholewa – pierwszy "ojciec" Anety
- Jerzy Trela – Stefan, drugi "ojciec" Anety
- Zofia Saretok – ulicznica Helutka, przyrodnia siostra Anety
- Grzegorz Markowski – guru
- Joanna Kurowska – Jadwisia z Wąchocka, miss mokrego podkoszulka